# Pseudinca incoides
Pseudinca incoides är en skalbaggsart som beskrevs av Thomson 1860. Pseudinca incoides ingår i släktet Pseudinca och familjen Cetoniidae. Inga underarter finns listade i Catalogue of Life.